# Magnum (banda)
Magnum fue un grupo de rock inglés fundado en Birmingham en 1972. 
Aunque formados a principios de los años 70, se dieron a conocer en el marco de la NWOBHM, se les suele catalogar como hard rock, aunque manejan variados estilos musicales, desde el pop rock y el arena rock hasta el folk británico o el rock progresivo. 
A lo largo de su carrera musical, el grupo ha variado su formación en reiteradas ocasiones, contando como miembros permanentes al guitarrista Tony Clarkin (fallecido en 2024), al vocalista Bob Catley y también al teclista Mark Stanway, quien, tras muchos años como miembro, abandonó la banda en 2016. Clarkin fue el compositor absoluto de Magnum, contando solamente con dos o tres colaboraciones en alguna de sus letras, y en un solo disco, Bob Catley a la vez tiene una banda solista homónima. 
Sus álbumes más representativos son «On a Storytellers Night» de 1985, «Wings of Heaven» de 1988 y su primer LP, «Kingdom of Madness» de 1978. Sus últimos trabajos de estudio se titulan «Into the Valley of the Moonking» (2009) y «The Visitation» (2011).  
En los últimos años, la banda ha sacado varios discos demostrando que están en buena forma, y en un buen momento musical. 

## Álbumes de estudio
| Año  | Título                              | Sello             |
| 1978 | Kingdom of Madness                  | Jet Records       |
| 1979 | Magnum II                           | Jet Records       |
| 1982 | Chase the Dragon                    | Jet Records       |
| 1983 | The Eleventh Hour                   | Jet Records       |
| 1985 | On a Storyteller's Night            | FM Records        |
| 1986 | Vigilante                           | Polydor           |
| 1988 | Wings of Heaven                     | Polydor           |
| 1990 | Goodnight L.A.                      | Polydor           |
| 1992 | Sleepwalking                        | Music For Nations |
| 1993 | Keeping the Nite Light Burning      | Jet Records       |
| 1994 | Rock Art                            | EMI               |
| 2002 | Breath Of Life                      | SPV               |
| 2004 | Brand New Morning                   | SPV               |
| 2007 | Princess Alice and the Broken Arrow | SPV               |
| 2009 | Into the Valley of the Moonking     | SPV               |
| 2011 | The Visitation                      | SPV               |
| 2012 | On the 13th Day                     | SPV               |
| 2014 | Escape From The Shadow Garden       | SPV               |
| 2016 | Sacred Blood divine Lies            | SPV               |
| 2017 | The Valley of Tears - The Ballads   | SPV               |
| 2018 | Lost on the Road to Eternity        | SPV               |
| 2020 | The serpent rings                   | SPV               |
| 2022 | "The monster roars"                 | SPV               |
| 2024 | "Here Comes The Rain"               | SPV               |

## Recopilatorios y Box Sets
| Año  | Título                                  | Sello       |
| 1980 | Marauder                                | Jet Records |
| 1989 | Invasion Live                           | Receiver    |
| 1991 | The Spirit                              | Jet Records |
| 1996 | The Last Dance                          | SPV         |
| 1996 | Stronghold                              | Receiver    |
| 2000 | Days of Wonder                          | Zoom Club   |
| 2005 | The River Sessions                      | River       |
| 2008 | Wings of Heaven Live                    | SPV         |
| 2015 | Escape From The Shadow Garden Live 2014 | SPV         |
| 2019 | Live At The Symphony Hall               | SPV         |

| Date of Release | Title                   | Label                 |
| 1986            | Anthology               | Castle Communications |
| 1987            | Mirador                 | FM Records            |
| 1990            | Foundation              | FM Records            |
| 1993            | Archive                 | Polydor               |
| 1993            | Chapter & Verse         | Polydor               |
| 1998            | Road To Paradise        | Sanctuary Records     |
| 2002            | Long Days, Black Nights | Sanctuary Records     |
| 2010            | The Gathering           | Sanctuary Records     |

## Sencillos y EP
| Año  | Título                           | Album | Sello             |
| 1975 | Sweets For My Sweet              |       | CBS               |
| 1978 | Kingdom Of Madness               |       | Jet Records       |
| 1978 | Invasion                         |       | Jet Records       |
| 1979 | Changes                          |       | Jet Records       |
| 1979 | Foolish Heart                    |       | Jet Records       |
| 1980 | Live At The Marquee              |       | Jet Records       |
| 1980 | Live At The Marquee (EP)         |       | Jet Records       |
| 1982 | The Light Burned Out             |       | Jet Records       |
| 1982 | Live In America                  |       | Jet Records       |
| 1982 | Live In America (EP)             |       | Jet Records       |
| 1985 | Just Like An Arrow               |       | FM Records        |
| 1985 | On A Storyteller’s Night         |       | FM Records        |
| 1986 | Lonely Night                     |       | Polydor           |
| 1986 | Midnight (You Won't Be Sleeping) |       | Polydor           |
| 1987 | When The World Comes Down        |       | Polydor           |
| 1988 | Days Of No Trust                 |       | Polydor           |
| 1988 | Start Talking Love               |       | Polydor           |
| 1988 | It Must Have Been Love           |       | Polydor           |
| 1990 | Rockin' Chair                    |       | Polydor           |
| 1990 | Heart Broke And Busted           |       | Polydor           |
| 1992 | Only In America                  |       | Music For Nations |
| 1994 | The Tall Ships                   |       | EMI               |
| 1994 | Back In Your Arms Again          |       | EMI               |
| 2007 | Like Brothers We Stand           |       | SPV               |

## Videos y DVD
| Año  | Título                                             | Formato |
| 1985 | Live - The Sacred Hour                             | VHS     |
| 1985 | On a Storyteller's Night                           | VHS     |
| 1988 | On the Wings of Heaven Live                        | VHS     |
| 1990 | From Midnight to L.A.                              | VHS     |
| 1993 | Chapter & Verse                                    | VHS     |
| 2003 | A Winter's Tale                                    | DVD     |
| 2004 | Live Legends                                       | DVD     |
| 2004 | Live At Birmingham: Another Chapter, Another Verse | DVD     |
| 2005 | Live In London                                     | DVD     |
| 2005 | Live From London                                   | DVD     |
| 2005 | Livin' The Dream                                   | DVD     |
| 2007 | Live (+ Book)                                      | DVD     |